# 13 mai 1999
Le jeudi 13 mai 1999 est le 133e jour de l'année 1999.

## Naissances
- Aníbal Moreno, joueur de football argentin
- Florentin Lecamus-Lambert, coureur cycliste français
- Linoy Ashram, gymnaste rythmique israélienne
- Marika Tovo, cycliste italienne
- Martin Lamou, athlète français, spécialiste du triple saut
- Rhys Britton, coureur cycliste britannique
- Telahun Haile Bekele, athlète éthiopien, spécialiste des courses de fond

## Décès
- Ibn Baz (né le 22 novembre 1912), religieux, de nationalité saoudienne
- Gene Sarazen (né le 27 février 1902), golfeur américain
- Giuseppe Petrilli (né le 24 mars 1913), politicien italien
- Louis Rigaudias (né le 22 mars 1911), militant socialiste et dirigeant trotskiste français
- Pierre Gourou (né le 31 août 1900), géographe français
- Roy Crowson (né le 22 novembre 1914), entomologiste britannique

## Événements
- Élection présidentielle italienne de 1999 : élection de Carlo Azeglio Ciampi
- Grand Prix de Wallonie 1999
- Sortie du film Les Razmoket, le film
- Sortie du film Oxygen
- Sortie du film Shall We Dance?
- Sortie du film Very Bad Things

- Découverte des astéroïdes :

- (11417) Chughtai
- (11418) 1999 JN118
- (11743) Jachowski
- (16061) 1999 JQ117
- (17129) 1999 JM78
- (17130) 1999 JV79
- (17146) 1999 JB102
- (17147) 1999 JF102
- (17149) 1999 JM105
- (17150) 1999 JP109
- (17151) 1999 JB114
- (17152) 1999 JA118
- (17153) 1999 JK119
- (17154) 1999 JS121
- (17997) 1999 JN78
- (18003) 1999 JU84
- (18011) 1999 JQ113
- (18012) Marsland
- (18013) Shedletsky
- (18014) 1999 JC121
- (18015) Semenkovich
- (18016) Grondahl
- (18019) Dascoli
- (18020) Amend
- (18021) Waldman
- (18022) Pepper
- (18764) 1999 JA12
- (18806) Zachpenn
- (19538) 1999 JD12
- (19557) 1999 JC79
- (19564) Ajburnetti
- (20449) 1999 JM108
- (20450) Marymohammed
- (21617) Johnhagen
- (21618) Sheikh
- (27232) 1999 JE122
- (28386) 1999 JD79
- (28387) 1999 JE79
- (28390) Demjohopkins
- (29943) 1999 JZ78
- (29965) 1999 JX102
- (29966) 1999 JW103
- (29968) 1999 JE106
- (29969) Amyvitha
- (31671) Masatoshi
- (31741) 1999 JG78
- (31742) 1999 JA79
- (31743) 1999 JK79
- (31744) Shimshock
- (31761) 1999 JO103
- (31763) 1999 JW107
- (31764) 1999 JB108
- (31765) 1999 JG114
- (31766) 1999 JD116
- (31767) Jennimartin
- (31768) 1999 JA117
- (31769) 1999 JL117
- (31770) Melivanhouten
- (31771) Kirstenwright
- (31772) Asztalos
- (31773) 1999 JL121
- (31774) Debralas
- (31775) 1999 JN122
- (33543) 1999 JR8
- (33632) 1999 JP78
- (33633) Strickland
- (33634) Strickler
- (33676) 1999 JZ101
- (33677) Truell
- (33678) 1999 JW106
- (33679) 1999 JY107
- (33680) Vasconcelos
- (33681) Wamsley
- (33682) Waylonreid
- (33683) 1999 JQ115
- (33684) Xiaomichael
- (33685) Younglove
- (33686) 1999 JC122
- (33687) Julianbain
- (33688) Meghnabehari
- (33689) 1999 JM126
- (33690) Noahcain
- (33691) Andrewchiang
- (35773) 1999 JT7
- (35883) 1999 JH78
- (35884) 1999 JW78
- (35885) 1999 JO79
- (35896) 1999 JW84
- (35917) 1999 JK99
- (35920) 1999 JJ101
- (35921) 1999 JU101
- (35922) 1999 JO102
- (35923) 1999 JX103
- (35926) 1999 JL105
- (35927) 1999 JN106
- (35928) 1999 JV107
- (35929) 1999 JK108
- (35930) 1999 JD110
- (35931) 1999 JW112
- (35932) 1999 JP113
- (35933) 1999 JD117
- (35934) 1999 JZ120
- (35935) 1999 JO122
- (35939) 1999 JO127
- (35942) 1999 JP132
- (38099) 1999 JE14
- (38166) 1999 JV84
- (38171) 1999 JM103
- (38172) 1999 JR107
- (38173) 1999 JZ112
- (38174) 1999 JA113
- (38175) 1999 JQ118
- (38176) 1999 JR119
- (38177) 1999 JY120
- (38178) 1999 JA122
- (38179) 1999 JV122
- (38180) 1999 JR123
- (53319) 1999 JM8